# Potres u Nikaragvi 1931.
Potres u Nikaragvi 1931. bio je katastrofalni potres momentne magnitude 6,0 koji se dogodio 31. ožujka 1931. godine u Nikaragvi. U toj tragediji poginulo je oko 2.000 osoba. Požari su uništili tisuće objekata. Najmanje 45.000 ljudi je ostalo bez krova nad glavom, a zabilježeni su gubitci od 35 milijuna $. 

## Vanjske poveznice
- (engl.) American Assistance Following The Destruction Of Managua By The Earthquake Of March 31, 1931  Arhivirana inačica izvorne stranice od 4. ožujka 2016. (Wayback Machine) – University of Wisconsin System